# Philips Visser

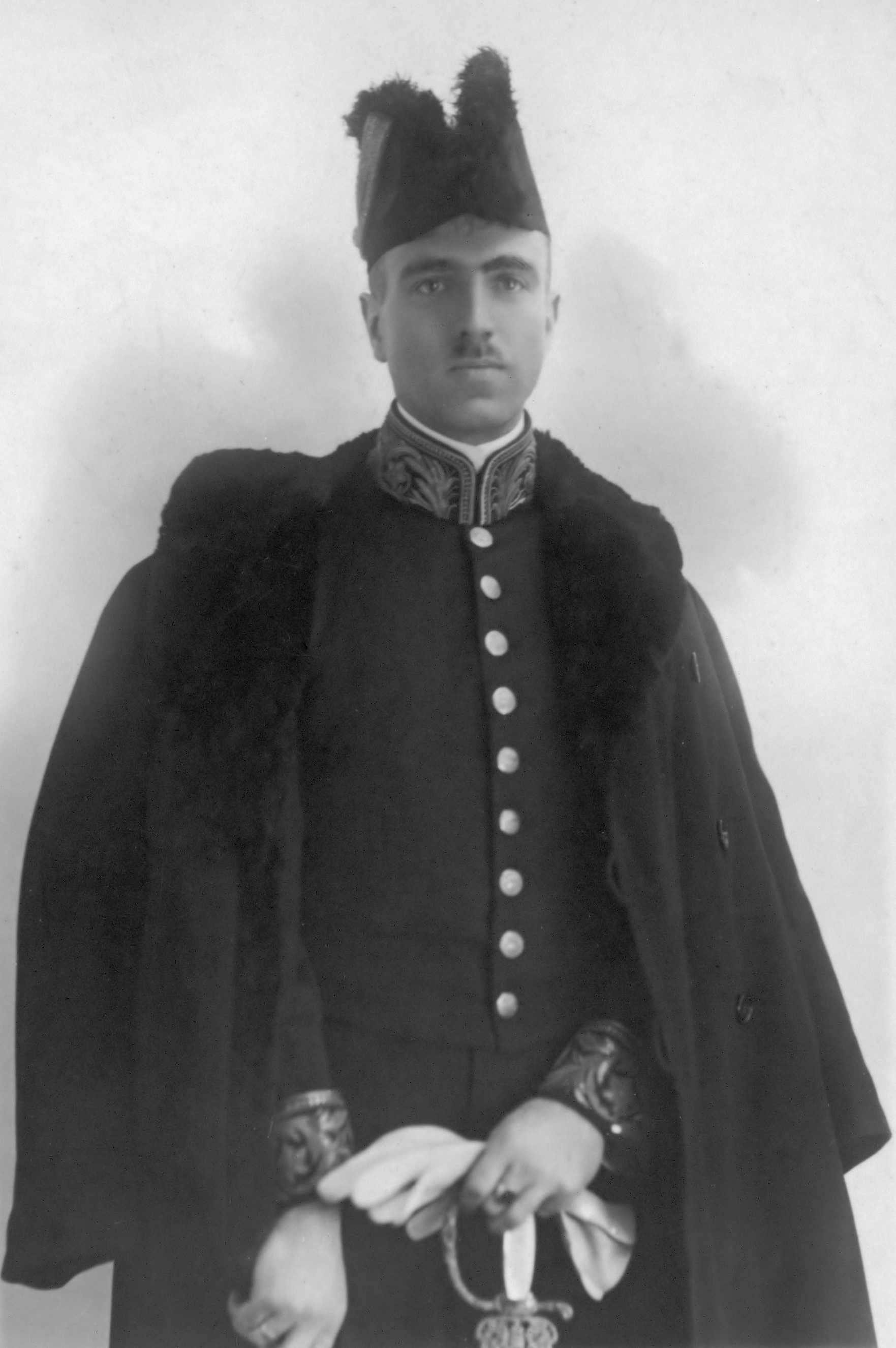
Philips Visser als attaché van de Nederlandse ambassade in Zweden (1920)

Philips Christiaan Visser (Schiedam, 8 mei 1882 - Wassenaar, 3 mei 1955) was een Nederlands geograaf, diplomaat, ontdekkingsreiziger, bergbeklimmer en glacioloog. In 1931 werd hij tot consul-generaal te Calcutta benoemd en daarna was hij achtereenvolgens gezant te Ankara, Istanboel en Pretoria. Op 1 april 1948 volgde zijn benoeming tot ambassadeur te Moskou, waar hij tot november 1949 bleef. Ook was hij na de Tweede Wereldoorlog lid van een internationale grenscommissie voor Griekenland, waarvoor hij enige tijd te Athene verbleef. Visser verwierf bekendheid met reisverslagen en lezingen over zijn expedities naar het Karakoramgebergte, het zeer hoge gebergte in het uiterste noorden van het toenmalige Brits-Indië, tussen Jammu en Kasjmir en Chinees Turkestan. Over deze expedities zijn verschillende boeken en wetenschappelijke opstellen verschenen.

## Levensloop
Visser groeide op in Schiedam, waar zijn vader eigenaar van een jeneverstokerij was. Na afronding van de HBS volgde hij een handelsopleiding en werd hij vennoot in dit bedrijf. Na een reis naar Zwitserland raakte Visser gefascineerd door het hooggebergte en het alpinisme. Hij beklom meerdere toppen in de Alpen en schreef een boek over de natuur en topografie van het hooggebergte, waarmee voor het eerst zijn talent voor schrijven bleek. In 1912 huwde hij jonkvrouw Jenny Hooft, die zijn fascinatie voor de bergen deelde.
Het echtpaar ondernam in 1914 een expeditie naar de Kaukasus, om daarna, na het uitbreken van de Eerste Wereldoorlog dwars door Rusland terug te reizen. In Petrograd maakte hij kennis met jonkvrouw Lydia Heemskerk-de Kalinowa van Zaremba, de Pools-Russische echtgenote van de Nederlandse oud-premier Theo Heemskerk. Zij ijverde voor het sturen van een Nederlandse ambulance (noodhospitaal) naar Rusland, en Visser werd secretaris van haar comité. 
Terug in Nederland hield hij lezingen over zijn reis en zamelde geld in voor het hospitaal. In 1916 volgde een tweede reis naar Rusland ter voorbereiding van de medische noodhulp. Hij regelde huisvesting in het paleis van grootvorst Paul Aleksandrowitsj, een oom van de tsaar. De medische staf kwam over met de inventaris, en op 30 juli 1916 werd het hospitaal geopend door prinses Olga, de gemalin van grootvorst Paul. Visser, die als administrateur de zakelijke leiding had, kreeg van de Nederlandse gezant de diplomatieke status van attaché. Al snel moest echter de administratie worden overgedragen aan een Rus, waarna Visser terugkeerde naar Nederland.
Na de oorlog ging Visser in 1919 als attaché in het Nederlands gezantschap in Stockholm werken. Hij zag kans in de daaropvolgende jaren Finland te verkennen, nogmaals een reis naar Zwitserland te maken en ook het Arabisch Schiereiland te bezoeken. In Stockholm ontmoette hij de bekende Zweedse ontdekkingsreiziger Sven Hedin en ontstond het idee om de Karakoram te verkennen. Dit gebergte in het midden van Azië was destijds nog grotendeels een lege plek op de kaart.

### Karakoramexpedities

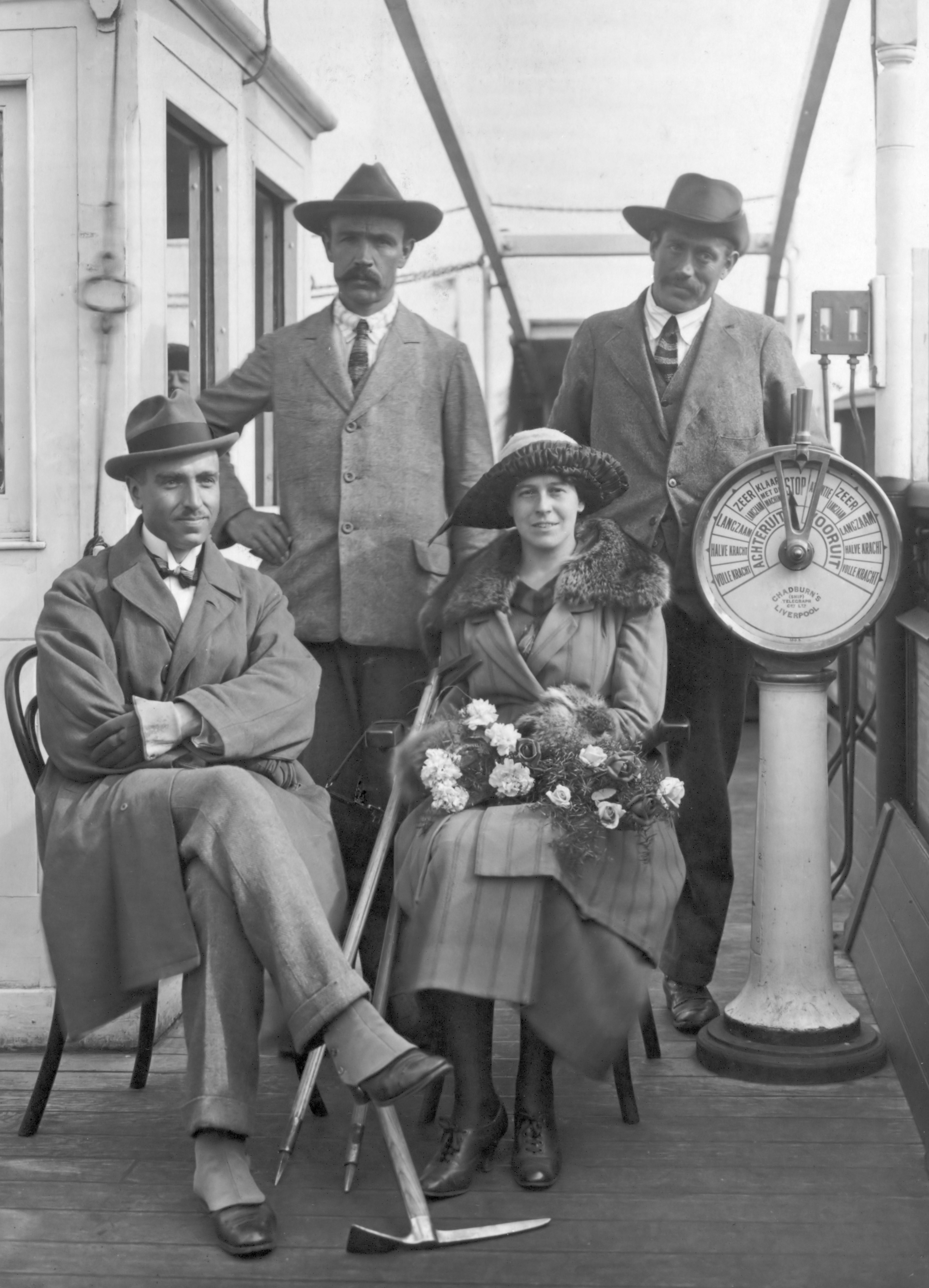
Echtpaar Visser - Hooft, Johann Brantschen en Franz Lochmatter (1923)

Visser en zijn vrouw organiseerden tussen 1922 en 1935 vier expedities naar de Karakoram, die destijds het onherbergzame grensgebied tussen Brits-Indië, Tibet en Centraal-Azië vormde. Het echtpaar werd vergezeld door de Zwitserse berggidsen Franz Lochmatter en Johann Brantschen. Tijdens de eerste expeditie in 1922 werd het oostelijke deel van het gebergte, rondom de Saser Muztagh verkend. 
Met dezelfde deelnemers volgde een tweede expeditie tussen november 1924 en januari 1926, naar het gebied ten noorden van de Grote Karakoram, dat destijds grotendeels tot de vorstenstaat Hunza behoorde. Om de dierenwereld te onderzoeken maakte de bioloog Lex Sillem deel uit van de derde Karakoramexpeditie van de Vissers (tussen februari 1929 en januari 1931). Tijdens deze expeditie werd overwinterd Sinkiang, waarbij men Kashgar en Yarkand bezocht.
De expedities verrichtten pionierswerk voor latere alpinisten in de Karakoram. Men beklom enkele lagere toppen en verkende de routes die door latere klimmers gebruikt zouden worden om de achtduizenders in het gebied te bedwingen. Met behulp van Afraz Ghul Khan en Muhammad Akram van de Survey of India werd de extreem onherbergzame Karakoram nauwkeurig in kaart gebracht. Visser bestudeerde de ligging, vorm en stroming van de gletsjers terwijl zijn vrouw de lokale flora documenteerde. Visser stelde vast dat de gletsjers van de Karakoram het midden houden tussen die in de Alpen, die hun oorsprong hebben in firnbekkens, en die in de Pamir (Sinkiang en Russisch Turkestan), die voornamelijk uit lawines gevoed worden. 
Terug in Nederland werd begonnen met werk aan gedetailleerde wetenschappelijke expeditieverslagen, die in verschillende volumes gepubliceerd werden tussen 1923 en 1940. Philips Visser nam naast de glaciologie ook wetenschappelijke verhandelingen over de bevolking en meteorologie van het gebied voor zijn rekening. Daarnaast gaf hij lezingen en schreef hij artikelen in kranten, waardoor het echtpaar bekendheid onder het grote publiek kreeg. Ze werden in 1926 tot erelid van het Koninklijk Nederlands Aardrijkskundig Genootschap benoemd.

### Turkije en Zuid-Afrika
Aansluitend op de derde Karakoramexpeditie werd Visser in 1931 benoemd tot Nederlands consul in Brits-Indië. Voor dit werk verhuisde hij jaarlijks heen en weer tussen Calcutta (de winterhoofdstad) en Simla (de zomerhoofdstad van Brits-Indië). In 1932 kregen de Vissers de unieke gelegenheid Nepal te bezoeken, een koninkrijk dat in die tijd nog strikt gesloten was voor Europese reizigers. In 1933 reisden ze in opdracht van de Nederlandse regering naar Nederlands-Indië. In de zomer van 1935 volgde een vierde Karakoramexpeditie en in 1937 werd opnieuw een reis naar Nederlands-Indië gemaakt.

In 1938 werd Visser benoemd tot gezant in Istanboel, Turkije. Naast zijn werk als diplomaat klom hij in de bergen van Anatolië. In dezelfde tijd arriveerde daar oud-kanselier Franz von Papen als Duits ambassadeur en de twee raakten bevriend.
Visser liet zich door hem overhalen in november 1939 naar Berlijn en Londen te reizen om de haalbaarheid te onderzoeken van een bemiddelingspoging door koningin Wilhelmina. Daarvoor bleek in beide hoofdsteden weinig interesse te bestaan.
Kort daarvoor stierf zijn vrouw, wat een zware slag was. Desondanks hertrouwde hij in 1941 met jonkvrouw Cornélie Alexine de Graeff. Uit dit tweede huwelijk werden drie kinderen geboren.
In 1945 werd Visser overgeplaatst naar Zuid-Afrika, waar hij eveneens als gezant werkte. Hij beklom de Tafelberg en bezocht de Drakensbergen. Tussen 1948 en zijn pensioen in 1950 was hij nog Nederlands ambassadeur in Moskou. Terug in Nederland schreef hij een boek over Rusland en haar bevolking. Tot vlak voor zijn dood in 1955 bleef hij het land doorkruisen om dia-avonden en lezingen te geven over zijn expedities en ontdekkingen.